# فيوليتا جي. إيفانوفا
فيوليتا جي. إيفانوفا (بالبلغارية: Виолета Иванова)‏ هي عالمة فلك بلغارية، ولدت في القرن العشرين في Pliska ‏ في بلغاريا.